# IMT (기업)
주식회사 IMT는 대한민국의 반도체 세정장비 기업이다.

## 역사
2000년 대우조선해양과 고등기술연구원에서 각각 약 10년과 8년을 근무했던 최재성 대표가 고등기술연구원에서 분사해 설립되었다.
2023년 10월 10일 주관사를 유안타증권으로 공모가 14,000원에 코스닥 시장에 상장하였다.
2024년 7월 종속회사인 아이엠텍플러스를 인수하였다.